# Тер-Апелканал
Тер-Апелканал (нід. Ter Apelkanaal) — село в нідерландській провінції Гронінген. Входить до муніципалітету Вестерволде.
Його площа становить 2,06км², а населення станом на 2021 рік складало 660 осіб.
Населений пункт виник на березі однойменного каналу, будівництво якого було ініційоване владою міста Гронінгена для полегшення видобутку торфу і було завершене 1856 року.